# Майзель Сергій Петрович
Майзель Сергій Петрович (нар. 20 вересня 1973, Заболотів, Івано-Франківська область, Українська РСР, СРСР) — український підприємець, громадський діяч. Генеральний директор комунального підприємства «Київпастранс» (з 13 серпня 2014 року).

## Біографія
Народився 20 вересня 1973 року у місті Заболотів Івано-Франківської області.
Має диплом Академії управління при Президентові України («Державне управління», спеціалізація «Управління містом»), навчався в Міжрегіональній академії управління персоналом, а також в Інституті нерухомості та менеджменту. Отримав ступінь IREM [Архівовано 8 вересня 2015 у Wayback Machine.] (Institute of Real Estate Management, Чикаго, США) за спеціалізацією «Управлінець в сфері нерухомості та менеджменту».
Упродовж 2001–2004 рр. займався підвищенням кваліфікації на курсах і семінарах інститутів нерухомості і менеджменту, зокрема у сфері управління містом (Київ — 2001, Санкт-Петербург — 2002, Софія — 2003, Москва — 2004).

## Державна служба і трудова діяльність
Розпочав трудову діяльність з посади завідувача будинку культури м. Заболотів у 1994.
Протягом 1995–2009 працював фізичною особою-підприємцем, був засновником і керівником ТОВ «Прикарпатський дім».
У 2009 році став помічником-консультантом Народного депутата України в Верховній Раді України. Пізніше, упродовж 2011–2012 рр. працював у Деснянській районній в місті Києві державній адміністрації начальником відділу транспорту та інформаційних технологій. Має стаж державної служби один рік і три місяці (7 ранг).
У 2012–2014 рр. був директором Аерокосмічного агентства «Магелан» [Архівовано 4 травня 2015 у Wayback Machine.]. Протягом 2014 року працював заступником генерального директора КП «Київжитлоспецексплуатація». З 13 серпня 2014 року — генеральний директор комунального підприємства «Київпастранс».

### «Київпастранс»
З початку перебування Сергія Майзеля на посаді генерального директора КП «Київпастранс» до діяльності підприємства було внесено такі зміни:
- У жовтні 2014 року з Контрактової площі до залізничного вокзалу «Дарниця» було запущено новий автобусний маршрут № 115.[1]

- З 27 листопада 2014 року між Троєщиною і Петрівкою (на ділянці від перехрестя з вулицею Лайоша Гавро до Керченської площі) почала працювати окрема смуга для наземного громадського транспорту протяжністю 16 км.[2]

- У лютому 2015 року відбулося подорожчання проїзду[3] у наземному транспорті «Київпастрансу». У зв'язку з цим відбувся мітинг під стінами КМДА, учасники якого виступили проти підвищення цін у міському транспорті.[4] Згодом підприємство оприлюднило «Розрахунок тарифу на послуги з перевезення станом на березень 2015 року»[5] і не змінило рішення щодо підвищення тарифу.

Одночасно міською владою було вперше за 11 років існування підприємства проведено його публічний аудит.
- З квітня 2015 року було впроваджено онлайн-сервіс для відстеження руху громадського транспорту.[7] Перші GPS-приймачі для забезпечення його функціонування було встановлено на маршрутні таксі 27 транспортних маршрутів. GPS-дані руху можна знайти на сайті «Київпастрансу» в розділі «Транспорт онлайн» [Архівовано 2 вересня 2015 у Wayback Machine.]. Послуга працює за підтримки сервісу EasyWay.

7 квітня 2015 року підприємством було впроваджено програму «Пасажирський контроль», яка дозволяє за допомогою телефонного дзвінка, sms-повідомлення чи відправки листа на електронну пошту повідомити про: незадовільний санітарний стан рухомого складу зовні та всередині, відсутність маршрутних покажчиків в транспорті, незадовільного стану сидінь, освітлення салону чи компостера, а також про некоректну поведінку водіїв і контролерів, не оголошення зупинок громадського транспорту, невидачу квитків водієм тощо.
- У липні 2015 року відбулося реформування служби контролю на підприємстві[9]: зокрема, було оновлено робочу форму контролерів[10] та підвищено рівень заробітної плати (в середньому вона становить 4500 грн). Перша бригада контролерів складалася з 13 працівників, які обслуговують маршрути центральної частини міста. За словами Сергія Майзеля, планується збільшення кількості нових контролерів до 200 протягом 2015 року.[11]

Того ж місяця комунальне підприємство відновило власний спеціалізований Центр технічного обслуговування тролейбусів (ЦТОТ), а також організовало 16 бригад, які в міжпіковий час проводять регулярне прибирання салонів.
- З початку липня та протягом серпня 2015 року «Київпастранс» організовувало підтримку українських воїнів в зоні АТО — зокрема, для потреб перевезення військовослужбовців було передано 18 автобусів та для інших потреб — 4 екскаватори.[14] Також підприємство обладнало пункт збору матеріальної допомоги і загалом протягом липня та серпня в зону АТО було передано понад 8 тон гуманітарної допомоги.[15]

У серпні 2015 року проведено регламентні роботи і виконано капітальний ремонт окремих вузлів Київського фунікулера. Оновлено зовнішній вигляд вагонів, місць для сидіння, внутрішньої обшивки, дверей, відділення оператора; встановлено устаткування для оплати за проїзд карткою або платіжним пристроєм з безконтактною технологією. На станціях та у вагонах фунікулера встановлено Wi-Fi.

## Громадська діяльність
У 2010 році Сергій Петрович Майзель спільно з випускниками Академії управління при Президентові України заснував Асоціацію співпраці з органами державної влади та місцевого самоврядування. Основною метою цієї організації є забезпечення участі громадян у здійсненні загальнодержавних, регіональних, місцевих та міжнародних програм, що спрямовані на поліпшення соціально-економічного становища населення.
Того ж року він став співзасновником громадської організації «Організація співробітництва з Адміністрацією президента України», завданням якої була організація ефективної комунікації між громадськістю та адміністрацією держави.
Упродовж 2005–2009 рр. брав участь у міжнародних форумах на теми «Модернізація економіки країн Східної Європи» та «Інноваційна реформа Китаю».

## Сім'я
Сімейний стан: одружений.
Діти: дочка Майзель Анастасія Сергіївна (1995 р. н.), дочка Майзель Аміна Сергіївна (2001 р. н.).